# Тимофеева, Маргарита Сергеевна
Маргарита Сергеевна Тимофеева (род. 14 марта 1996 года) -  российская пловчиха в ластах, чемпионка мира.

## Карьера
Воспитанница красноярского подводного спорта.
В мае 2016 года на чемпионате России была третьей на дистанции 200 метров, чемпионкой России в эстафете 4×200 метров и вице-чемпионкой в эстафете 4×100 метров.
На чемпионате мира 2016 года в составе российской команды стала чемпионкой мира в эстафете 4×200 метров с новым рекордом мира (05:57:07). Выполнила норматив мастера спорта России международного класса.